# Тиокол
Тиокол (полисульфидный каучук). В 1920, пытаясь получить новый антифриз из хлористого этилена и полисульфида натрия, Дж. Патрик вместо этого открыл новое каучукоподобное вещество, названное им тиоколом. Тиокол высокоустойчив к бензину и ароматическим растворителям. Он имеет хорошие характеристики старения, высокое сопротивление раздиру и низкую проницаемость для газов. Не будучи настоящим синтетическим каучуком, он, тем не менее, находит применение для изготовления резин специального назначения.